# Andrija Artuković
Andrija Artuković, född 29 november 1899 i Klobuk i närheten av Ljubuški, Bosnien och Hercegovina, död 16 januari 1988 i Zagreb, dåvarande Jugoslavien, var en kroatisk Ustaša-medlem och dömd krigsförbrytare.
Artuković utsågs 1941 till inrikesminister i Oberoende staten Kroatien. Han låg bakom upprättandet av koncentrationslägret Jasenovac och deltog i folkmordet på serber, judar och romer.
Efter andra världskriget flydde Artuković och slog sig så småningom ned i Kalifornien, där han levde fram till mitten av 1980-talet, då han utlämnades till Jugoslavien för att ställas inför rätta för krigsförbrytelser och brott mot mänskligheten. En domstol i Zagreb dömde honom till döden, men man ansåg honom vara för sjuk för att kunna avrättas. Artuković avled på ett fängelsesjukhus 1988, 88 år gammal.